# Wassili Iwanowitsch Reschetnikow
Wassili Iwanowitsch Reschetnikow (russisch Василий Иванович Решетников; * 1891 in Nischni Nowgorod, Russisches Kaiserreich; † 1919 in Petrograd) war ein russischer Revolutionär.
Reschetnikow wurde 1908 Mitglied der Bolschewiki. In Petrograd leistete er Parteiarbeit. 1917 war er Vorsitzender des Permer Stadtsowjets. Während der Oktoberrevolution war er einer der Organisatoren des Kampfes für die Errichtung der Sowjetmacht in Motowilicha und Perm. Während des Bürgerkriegs kämpfte er in Petrograd, wo er verwundet wurde und starb.